# Soquete 6

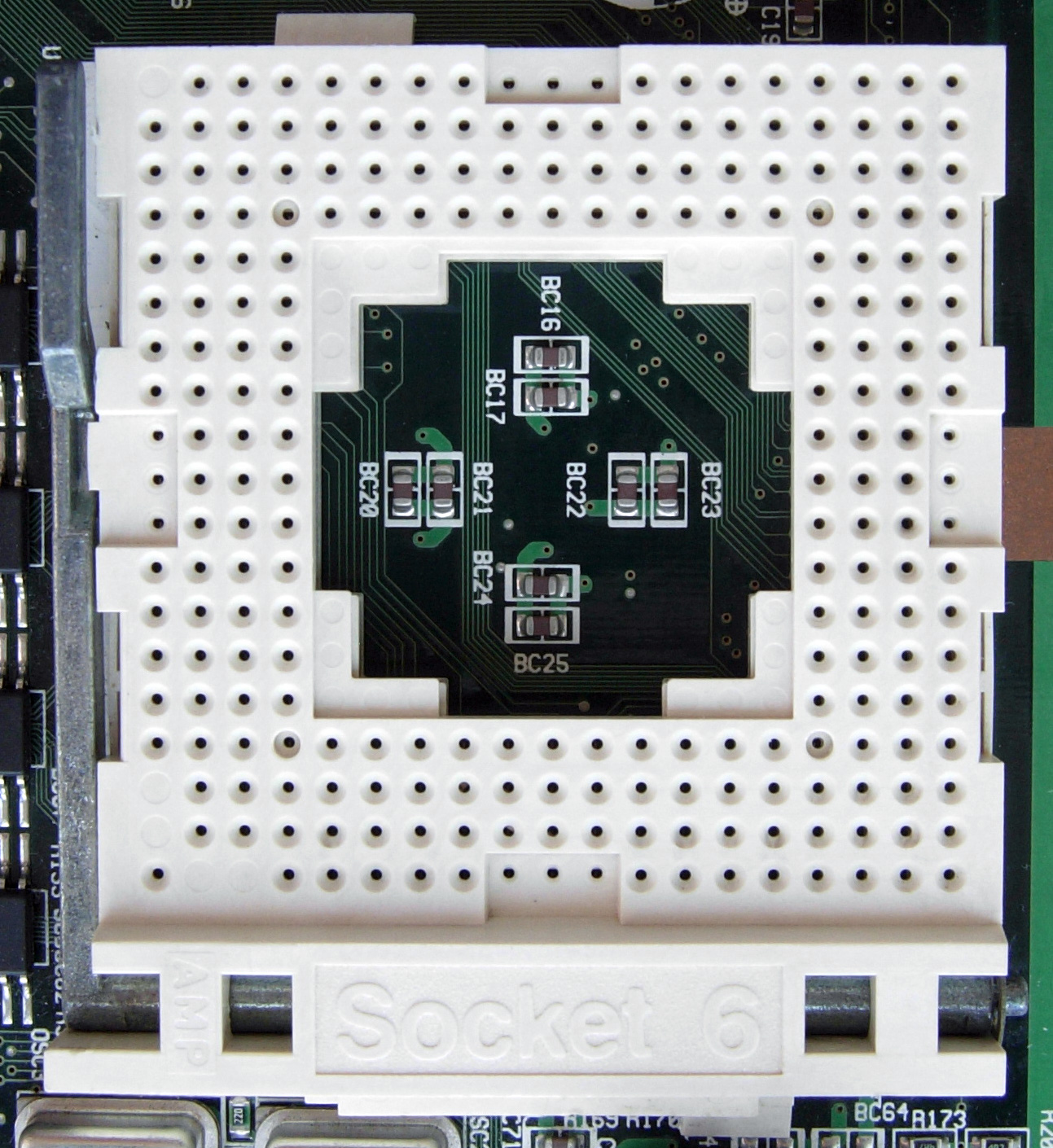
Exemplo do tipo.

Soquete 6 foi um soquete do tipo ZIF compatível com microprocessadores Intel da geração Intel 486 e funcionava com uma voltagem de 3.3 V e 235 pinos. Foi usado em poucas placas-mãe, sendo uma versão levemente modificada do mais comum Soquete 3. A Intel o desenvolveu quando a geração 80486 já estava em seu fim, o que explica seu baixo uso.